# 야마구치역 (야마구치현)
야마구치역(일본어: 山口駅)은 일본 야마구치현 야마구치시에 위치한 서일본 여객철도 야마구치 선의 철도역이다. 단선 · 섬식의 형태를 합친 2면 3선 구조의 복합 승강장을 갖춘 지상역이다.

## 타는 곳
| 1 · 2 · 3 | ■ 야마구치 선 | 상행 | 신야마구치 방면      |
| 1 · 2 · 3 | ■ 야마구치 선 | 하행 | 쓰와노 · 마스다 방면 |

## 이용 현황
| 승차 인원 추이 | 승차 인원 추이 |
| 연도           | 1일 평균       |
| -------------- | -------------- |
| 1992           | 2,323          |
| 1999           | 2,126          |
| 2000           |                |
| 2001           | 2,016          |
| 2002           | 1,948          |
| 2003           | 2,060          |
| 2004           | 2,018          |
| 2005           | 1,876          |
| 2006           | 1,759          |
| 2007           | 1,670          |
| 2008           | 1,692          |
| 2009           | 1,621          |
| 2010           | 1,579          |
| 2011           | 1,623          |
| 2012           | 1,614          |
| 2013           | 1,656          |
| 2014           | 1,585          |

## 역 주변
- 야마구치 현청
- 야마구치 시청
- 야마구치 현립 미술관
- 야마구치 현립 야마구치 박물관
- 야마구치 현립 야마구치 도서관 · 문서관
- 야마구치 시민 회관
- 야마구치 정보 예술 센터
- 야마구치 지방 재판소
- NHK 야마구치 방송국
- KRY 야마구치 방송 야마구치 지사
- TYS TV 야마구치 본사
- YAB 야마구치 아사히 방송 본사
- FM 야마구치 본사
- 가메야마 공원

## 인접 역
| 서일본 여객철도 야마구치 선 | 서일본 여객철도 야마구치 선 | 서일본 여객철도 야마구치 선 |
| --------------------------- | --------------------------- | --------------------------- |
| 유다온센 신야마구치 방면    | ■ 야마구치 선               | 가미야마구치 마스다 방면    |